# New Edinburg
New Edinburg est une census-designated place du comté de Cleveland, dans l’État américain de l'Arkansas.